# Praproče pri Temenici
Praproče pri Temenici este o localitate din comuna Ivančna Gorica, Slovenia, cu o populație de 44 de locuitori.